# Sagí
El sagí és el greix d'un animal. Té un color blanquinós i una textura suau però greixosa. De les diferents varietats les més importants són el sèu, el llard i el greix de pollastre. En gastronomia és un producte molt utilitzat (sobretot a l'escudella), ja que les seves característiques aporten un cert valor calòric als plats, especialment el de porc. En la cuina francesa es distingeix el saindoux (sagí dolç) i el lard (salat).
En la nutrició humana, aquests greixos han estat relacionades amb els problemes cardiovasculars de les societats occidentals, però no totes es poden considerar igual de perjudicials, puix que varien en composició, saturació i ràtio cis-trans. En general solen ser d'aspecte més sòlid que els olis atesa llur major saturació. En la nutrició animal són utilitzades normalment en mescles tecnològiques preformulades.

## Nota
1. ↑  «Sagí». Cercaterm.  TERMCAT, Centre de Terminologia.